# Paul Basilius Barth
Paul Basilius Barth, né à Bâle, le 24 octobre 1881 et mort à Riehen le 25 avril 1955, est un peintre et dessinateur suisse.

## Biographie

### Enfance et scolarité
Fils d'un médecin, versé dans la littérature, il entre en apprentissage en 1898, chez un peintre décorateur. De 1902 à 1904, il étudie à l'Académie des beaux-arts de Munich, et suit les cours privés de Heinrich Knirr.

### Vie en Italie
De 1904 à 1906, il vit et travaille en Italie (Florence, Rome, etc.)

### Vie en France
En 1906, il est en France et intègre l'Académie Julian jusqu'en 1914. Pendant la même période, il fréquente l'atelier de Ferdinand Humbert. Il y fera la connaissance d'Henri Matisse et tisse des liens d'amitié avec Maurice Denis. Il épouse en 1907 Margaretha Zaeslin qui sera plus tard la femme du peintre Louis Moilliet.
Il voyage alors en Bretagne, Provence et sur l'Île de Reichenau. À la déclaration de la Grande Guerre, il rentre en Suisse. À la fin des hostilités il revient temporairement à Paris, voyage également en Algérie en 1922. En 1924, il épouse en secondes noces Elsa Wassmer, puis voyage en Tunisie en 1925. Il est l'ami du peintre et graphiste Ernst Morgenthaler.

### Vie en Suisse
À partir de 1935, il fait construire par Paul Artaria sa maison avec atelier à Riehen, au Vierjuchartenweg 24, achevée en 1936. Bâtiment aujourd'hui classé depuis 2004. En 1938, il est sociétaire du Salon d'automne.
À la déclaration de la Seconde Guerre mondiale, il reste dans sa maison en Suisse et passe l'été au bord du Lac Léman. De 1951 à 1954, il a un studio à Güttingen au bord du Lac de Constance.
Il meurt à Riehen, en 1955. Il était de la même famille que Karl Barth, le théologien.

## Collections publiques
- Argovie Kunsthaus, Aarau
- Kunsthaus Glarus
- Museum Oskar Reinhart am Stadtgarten
- ETH Zürich

## Expositions
Personnelles
- 1941, musée de la Toussaint à Schaffhouse
- 1942-1956, Kunsthalle de Bâle
- 1981, Berowergut, Riehen, pour le 100e anniversaire du peintre

Collectives
- 1911, Exposition internationale d'art de la Sécession de Munich
- 1920 et 1926, Biennale de Venise
- 1925-1938-1952, Kunsthaus à Zurich
- 1956, Kunstmuseum Bâle
- 2004, Kunsthalle Bâle, Kunsthalle Salmon, La Collection de l'Art de l'Association de Bâle